# Raw Air 2020
Die 4. Raw Air 2020 war eine Reihe von Skisprungwettkämpfen, die als Teil des Skisprung-Weltcups 2019/20 zwischen dem 6. und 11. März 2020 stattfand. Die Wettkämpfe wurden alle in Norwegen auf vier verschiedenen Schanzen ausgetragen, nämlich (in chronologischer Reihenfolge) auf den Großschanzen von Oslo, Lillehammer und Trondheim sowie bei den Herren auf der Skiflugschanze von Vikersund.
Titelverteidiger der Raw Air 2019 sind der Japaner Ryōyū Kobayashi und die Norwegerin Maren Lundby.
Aufgrund der vom 20. bis 22. März 2020 in Planica ausgetragenen Skiflug-Weltmeisterschaft soll im Rahmen der Raw Air 2020 bereits am 15. März 2020 in Vikersund das Weltcupfinale der Herren stattfinden. Hier liefen allerdings lange Zeit Diskussionen zwischen der FIS und dem Norwegischen Skiverband, da am letzten Weltcupspringen üblicherweise nur die Top 30 der Gesamtweltcup-Wertung startberechtigt sind, was ein für die Raw Air wichtiges Qualifikationsspringen überflüssig gemacht hätte. Der Konflikt wurde zugunsten des Raw-Air-Formats aufgelöst.
Am 12. März 2020 wurde die Weltcup-Saison während der laufenden Raw Air vorzeitig wegen der COVID-19-Pandemie beendet und damit die Raw Air abgebrochen. Bis zu diesem Zeitpunkt fand die Raw Air unter Zuschauerausschluss statt; auch die Skiflug-WM 2020 sollte ursprüngliche ohne Zuschauer stattfinden.

## Herren

### Teilnehmer
| Nation             | Anzahl | Athleten |
| ------------------ | ------ | --- |
| Norwegen           | 12     | Joacim Ødegård Bjøreng, Andreas Granerud Buskum, Johann André Forfang, Halvor Egner Granerud, Anders Håre, Robert Johansson, Marius Lindvik, Mats Bjerke Myhren, Robin Pedersen, Daniel-André Tande, Fredrik Villumstad, Oscar Westerheim |
| Bulgarien          | 1      | Wladimir Sografski |
| Deutschland        | 7      | Markus Eisenbichler, Severin Freund, Karl Geiger, Martin Hamann, Stephan Leyhe, Pius Paschke, Constantin Schmid |
| Estland            | 1      | Artti Aigro |
| Finnland           | 2      | Antti Aalto, Niko Kytösaho |
| Japan              | 6      | Daiki Itō, Junshirō Kobayashi, Ryōyū Kobayashi, Naoki Nakamura, Keiichi Satō, Yukiya Satō |
| Kanada             | 2      | MacKenzie Boyd-Clowes, Matthew Soukup |
| Kasachstan         | 2      | Sabyrschan Muminow, Sergei Tkatschenko |
| Österreich         | 7      | Clemens Aigner, Philipp Aschenwald, Michael Hayböck, Daniel Huber, Stefan Huber, Stefan Kraft, Gregor Schlierenzauer |
| Polen              | 6      | Maciej Kot, Dawid Kubacki, Kamil Stoch, Jakub Wolny, Piotr Żyła, Aleksander Zniszczoł |
| Russland           | 4      | Jewgeni Klimow, Denis Kornilow, Michail Nasarow, Roman Sergejewitsch Trofimow |
| Schweiz            | 4      | Simon Ammann, Gregor Deschwanden, Killian Peier, Andreas Schuler |
| Slowenien          | 6      | Žiga Jelar, Anže Lanišek, Domen Prevc, Peter Prevc, Anže Semenič, Timi Zajc |
| Tschechien         | 4      | Roman Koudelka, Čestmír Kožíšek, Filip Sakala, Vojtěch Štursa |
| Vereinigte Staaten | 1      | Kevin Bickner |

### Übersicht
| Datum         | Ort           | Schanze                | Anmerkung         | Sieger                                                                          | Zweiter                                                             | Dritter                                                | Führender                                      |
| ------------- | ------------- | ---------------------- | ----------------- | ------------------------------------------------------------------------------- | ------------------------------------------------------------------- | ------------------------------------------------------ | ---------------------------------------------- |
| 6. März 2020  | Oslo          | Holmenkollbakken HS134 | Prolog            | Constantin Schmid                                                               | Michael Hayböck                                                     | Žiga Jelar                                             | Constantin Schmid                              |
| 7. März 2020  | Oslo          | Holmenkollbakken HS134 | Team              | NorwegenJohann André Forfang Robert Johansson Daniel-André Tande Marius Lindvik | DeutschlandConstantin Schmid Pius Paschke Stephan Leyhe Karl Geiger | SlowenienŽiga Jelar Timi Zajc Anže Lanišek Peter Prevc | Constantin Schmid                              |
| 8. März 2020  | Oslo          | Holmenkollbakken HS134 | Einzel            | wegen starken Windes abgesagt                                                   | wegen starken Windes abgesagt                                       | wegen starken Windes abgesagt                          | Constantin Schmid                              |
| 9. März 2020  | Lillehammer   | Lysgårdsbakken HS140   | Einzel (Ersatz) 1 | Peter Prevc                                                                     | Markus Eisenbichler                                                 | Stephan Leyhe                                          | Marius Lindvik                                 |
| 10. März 2020 | Lillehammer   | Lysgårdsbakken HS140   | Prolog 2          | Robin Pedersen                                                                  | Stephan Leyhe                                                       | Robert Johansson                                       | Stephan Leyhe                                  |
| 10. März 2020 | Lillehammer   | Lysgårdsbakken HS140   | Einzel            | Kamil Stoch                                                                     | Žiga Jelar                                                          | Timi Zajc                                              | Kamil Stoch                                    |
| 11. März 2020 | Trondheim     | Granåsen HS138         | Prolog            | Ryōyū Kobayashi                                                                 | Piotr Żyła                                                          | Johann André Forfang                                   | Kamil Stoch                                    |
| 12. März 2020 | Trondheim     | Granåsen HS138         | Einzel            | Saisonabbruch aufgrund der COVID-19-Pandemie 3                                  | Saisonabbruch aufgrund der COVID-19-Pandemie 3                      | Saisonabbruch aufgrund der COVID-19-Pandemie 3         | Saisonabbruch aufgrund der COVID-19-Pandemie 3 |
| 13. März 2020 | Vikersund     | Vikersundbakken HS240  | Skifliegen Prolog | Saisonabbruch aufgrund der COVID-19-Pandemie 3                                  | Saisonabbruch aufgrund der COVID-19-Pandemie 3                      | Saisonabbruch aufgrund der COVID-19-Pandemie 3         | Saisonabbruch aufgrund der COVID-19-Pandemie 3 |
| 14. März 2020 | Vikersund     | Vikersundbakken HS240  | Skifliegen Team   | Saisonabbruch aufgrund der COVID-19-Pandemie 3                                  | Saisonabbruch aufgrund der COVID-19-Pandemie 3                      | Saisonabbruch aufgrund der COVID-19-Pandemie 3         | Saisonabbruch aufgrund der COVID-19-Pandemie 3 |
| 15. März 2020 | Vikersund     | Vikersundbakken HS240  | Skifliegen Einzel | Saisonabbruch aufgrund der COVID-19-Pandemie 3                                  | Saisonabbruch aufgrund der COVID-19-Pandemie 3                      | Saisonabbruch aufgrund der COVID-19-Pandemie 3         | Saisonabbruch aufgrund der COVID-19-Pandemie 3 |
| Gesamtwertung | Gesamtwertung | Gesamtwertung          | Gesamtwertung     | Kamil Stoch                                                                     | Ryōyū Kobayashi                                                     | Marius Lindvik                                         | –                                              |

### Wettkämpfe

#### Oslo
Holmenkollbakken, HS134
Um eine weitere Ausbreitung des Coronavirus zu unterbinden, entschieden die norwegischen Behörden, die Wettbewerbe in Oslo ohne Zuschauer stattfinden zu lassen.

##### Prolog
Der Prolog, d. h. die Qualifikation zum Einzelwettbewerb in Oslo, fand am 6. März 2020 statt. Es gingen 65 Athleten an den Start.
| Rang | Name                  | Weite   | Punkte |
| ---- | --------------------- | ------- | ------ |
| 01.  | Constantin Schmid     | 130,0 m | 127,7  |
| 02.  | Michael Hayböck       | 130,5 m | 127,5  |
| 03.  | Žiga Jelar            | 129,5 m | 127,2  |
| 04.  | Robert Johansson      | 129,5 m | 126,6  |
| 05.  | Piotr Żyła            | 126,0 m | 126,0  |
| 06.  | Stefan Kraft          | 126,5 m | 125,9  |
| 07.  | Marius Lindvik        | 123,5 m | 125,2  |
|      | Gregor Schlierenzauer | 129,0 m | 125,2  |
| 09.  | Daniel Huber          | 128,5 m | 125,0  |
| 10.  | Anders Håre           | 129,5 m | 124,0  |
|      |                       |         |        |
| 12.  | Stephan Leyhe         | 123,0 m | 123,6  |
| 13.  | Karl Geiger           | 125,0 m | 123,2  |
| 17.  | Philipp Aschenwald    | 127,0 m | 121,6  |
| 22.  | Pius Paschke          | 126,5 m | 120,6  |
| 31.  | Markus Eisenbichler   | 124,0 m | 114,9  |
| 33.  | Martin Hamann         | 121,0 m | 114,0  |
| 35.  | Severin Freund        | 122,0 m | 111,5  |
| 36.  | Simon Ammann          | 123,0 m | 109,2  |
| 37.  | Gregor Deschwanden    | 120,5 m | 109,0  |
| 44.  | Stefan Huber          | 118,5 m | 105,4  |
| 45.  | Andreas Schuler       | 118,0 m | 105,2  |
| 48.  | Killian Peier         | 118,0 m | 104,8  |
| 49.  | Clemens Aigner        | 118,0 m | 104,7  |

##### Team
Der Teamwettbewerb in Oslo fand am 7. März 2020 statt.
| Rang | Team                                                                               | Punkte |
| ---- | ---------------------------------------------------------------------------------- | ------ |
| 01.  | NorwegenJohann André Forfang Robert Johansson Daniel-André Tande Marius Lindvik    | 997,4  |
| 02.  | DeutschlandConstantin Schmid Pius Paschke Stephan Leyhe Karl Geiger                | 960,9  |
| 03.  | SlowenienŽiga Jelar Timi Zajc Anže Lanišek Peter Prevc                             | 954,2  |
| 04.  | PolenPiotr Żyła Maciej Kot Kamil Stoch Dawid Kubacki                               | 950,0  |
| 05.  | JapanKeiichi Satō Junshirō Kobayashi Yukiya Satō Ryōyū Kobayashi                   | 947,0  |
| 06.  | ÖsterreichMichael Hayböck Daniel Huber Gregor Schlierenzauer Stefan Kraft          | 916,1  |
| 07.  | SchweizKillian Peier Andreas Schuler Gregor Deschwanden Simon Ammann               | 789,6  |
| 08.  | RusslandJewgeni Klimow Michail Nasarow Denis Kornilow Roman Sergejewitsch Trofimow | 753,5  |
|      |                                                                                    |        |
| 09.  | TschechienČestmír Kožíšek Vojtěch Štursa Filip Sakala Roman Koudelka               | 333,8  |

##### Einzel
Der Einzelwettbewerb in Oslo sollte am 8. März 2020 stattfinden. Nachdem der Wettbewerb wegen zu starken Windes und Wasser im Auslauf der Schanze bereits um anderthalb Stunden nach hinten verschoben worden war, wurde er schließlich ganz abgesagt. Noch am Tag der Absage wurde als Ersatz ein weiterer Wettbewerb in Lillehammer am 9. März angekündigt.

#### Lillehammer
Lysgårdsbakken, HS140

##### Einzel I (Ersatz Oslo)
Als Ersatz für den abgesagten Einzelwettbewerb von Oslo fand am 9. März 2020 ein zusätzlicher Einzelwettbewerb in Lillehammer statt.
| Rang | Name | Weite 1 | Weite 2 | Punkte |
| ---- | ---- | ------- | ------- | ------ |
| 01.  |      | m       | m       |        |
| 02.  |      | m       | m       |        |
| 03.  |      | m       | m       |        |
| 04.  |      | m       | m       |        |
| 05.  |      | m       | m       |        |
| 06.  |      | m       | m       |        |
| 07.  |      | m       | m       |        |
| 08.  |      | m       | m       |        |
| 09.  |      | m       | m       |        |
| 10.  |      | m       | m       |        |
| 11.  |      | m       | m       |        |
| 12.  |      | m       | m       |        |
| 13.  |      | m       | m       |        |
| 14.  |      | m       | m       |        |
| 15.  |      | m       | m       |        |

| Rang | Name | Weite 1 | Weite 2 | Punkte |
| ---- | ---- | ------- | ------- | ------ |
| 16.  |      | m       | m       |        |
| 17.  |      | m       | m       |        |
| 18.  |      | m       | m       |        |
| 19.  |      | m       | m       |        |
| 20.  |      | m       | m       |        |
| 21.  |      | m       | m       |        |
| 22.  |      | m       | m       |        |
| 23.  |      | m       | m       |        |
| 24.  |      | m       | m       |        |
| 25.  |      | m       | m       |        |
| 26.  |      | m       | m       |        |
| 27.  |      | m       | m       |        |
| 28.  |      | m       | m       |        |
| 29.  |      | m       | m       |        |
| 30.  |      | m       | m       |        |

##### Prolog
Der Prolog zum Einzelwettbewerb in Lillehammer war für den 9. März 2020 geplant. Er wurde allerdings auf den 10. März 2020 verschoben, da am Vortag der nachgeholte Einzelwettbewerb für das abgesagte Springen von Oslo stattfand.
| Rang | Name | Weite | Punkte |
| ---- | ---- | ----- | ------ |
| 01.  |      | m     |        |
| 02.  |      | m     |        |
| 03.  |      | m     |        |
| 04.  |      | m     |        |
| 05.  |      | m     |        |
| 06.  |      | m     |        |
| 07.  |      | m     |        |
| 08.  |      | m     |        |
| 09.  |      | m     |        |
| 10.  |      | m     |        |

##### Einzel II
Der zweite, reguläre Einzelwettbewerb in Lillehammer fand am 10. März 2020 statt.
| Rang | Name | Weite 1 | Weite 2 | Punkte |
| ---- | ---- | ------- | ------- | ------ |
| 01.  |      | m       | m       |        |
| 02.  |      | m       | m       |        |
| 03.  |      | m       | m       |        |
| 04.  |      | m       | m       |        |
| 05.  |      | m       | m       |        |
| 06.  |      | m       | m       |        |
| 07.  |      | m       | m       |        |
| 08.  |      | m       | m       |        |
| 09.  |      | m       | m       |        |
| 10.  |      | m       | m       |        |
| 11.  |      | m       | m       |        |
| 12.  |      | m       | m       |        |
| 13.  |      | m       | m       |        |
| 14.  |      | m       | m       |        |
| 15.  |      | m       | m       |        |

| Rang | Name | Weite 1 | Weite 2 | Punkte |
| ---- | ---- | ------- | ------- | ------ |
| 16.  |      | m       | m       |        |
| 17.  |      | m       | m       |        |
| 18.  |      | m       | m       |        |
| 19.  |      | m       | m       |        |
| 20.  |      | m       | m       |        |
| 21.  |      | m       | m       |        |
| 22.  |      | m       | m       |        |
| 23.  |      | m       | m       |        |
| 24.  |      | m       | m       |        |
| 25.  |      | m       | m       |        |
| 26.  |      | m       | m       |        |
| 27.  |      | m       | m       |        |
| 28.  |      | m       | m       |        |
| 29.  |      | m       | m       |        |
| 30.  |      | m       | m       |        |

#### Trondheim
Granåsen, HS138
Der Prolog zum Einzelwettbewerb in Trondheim fand am 11. März 2020 statt.
| Rang | Name | Weite | Punkte |
| ---- | ---- | ----- | ------ |
| 01.  |      | m     |        |
| 02.  |      | m     |        |
| 03.  |      | m     |        |
| 04.  |      | m     |        |
| 05.  |      | m     |        |
| 06.  |      | m     |        |
| 07.  |      | m     |        |
| 08.  |      | m     |        |
| 09.  |      | m     |        |
| 10.  |      | m     |        |

Der darauffolgende Einzelwettbewerb in Trondheim sollte ursprünglich am 12. März 2020 stattfinden; aufgrund des am selben Tag beschlossenen Saisonabbruchs entfiel dieser jedoch.

#### Vikersund
Vikersundbakken, HS240
Der Prolog zum Einzelwettbewerb in Vikersund sollte ursprünglich am 13. März, der Teamwettbewerb am 14. März 2020 und der abschließende Einzelwettbewerb am 15. März 2020 stattfinden. Aufgrund des vorzeitigen Saisonabbruchs entfielen diese Wettbewerbe.

## Damen

### Übersicht
| Datum         | Ort           | Schanze                | Anmerkung         | Siegerin                                       | Zweite                                         | Dritte                                         | Führende                                       |
| ------------- | ------------- | ---------------------- | ----------------- | ---------------------------------------------- | ---------------------------------------------- | ---------------------------------------------- | ---------------------------------------------- |
| 7. März 2020  | Oslo          | Holmenkollbakken HS134 | Prolog            | Maren Lundby                                   | Jacqueline Seifriedsberger                     | Chiara Hölzl                                   | Maren Lundby                                   |
| 8. März 2020  | Oslo          | Holmenkollbakken HS134 | Einzel            | wegen starken Windes abgesagt                  | wegen starken Windes abgesagt                  | wegen starken Windes abgesagt                  | Maren Lundby                                   |
| 9. März 2020  | Lillehammer   | Lysgårdsbakken HS140   | Einzel (Ersatz) 1 | Sara Takanashi                                 | Maren Lundby                                   | Silje Opseth                                   | Maren Lundby                                   |
| 10. März 2020 | Lillehammer   | Lysgårdsbakken HS140   | Prolog 2          | Maren Lundby                                   | Jacqueline Seifriedsberger                     | Silje Opseth                                   | Maren Lundby                                   |
| 10. März 2020 | Lillehammer   | Lysgårdsbakken HS140   | Einzel            | Maren Lundby                                   | Silje Opseth                                   | Chiara Hölzl                                   | Maren Lundby                                   |
| 11. März 2020 | Trondheim     | Granåsen HS138         | Prolog            | Maren Lundby                                   | Silje Opseth                                   | Nika Križnar                                   | Maren Lundby                                   |
| 12. März 2020 | Trondheim     | Granåsen HS138         | Einzel            | Saisonabbruch aufgrund der COVID-19-Pandemie 3 | Saisonabbruch aufgrund der COVID-19-Pandemie 3 | Saisonabbruch aufgrund der COVID-19-Pandemie 3 | Saisonabbruch aufgrund der COVID-19-Pandemie 3 |
| Gesamtwertung | Gesamtwertung | Gesamtwertung          | Gesamtwertung     | Maren Lundby                                   | Silje Opseth                                   | Eva Pinkelnig                                  | –                                              |

### Wettkämpfe

#### Oslo
Holmenkollbakken, HS134
Um eine weitere Ausbreitung des Coronavirus zu unterbinden, entschieden die norwegischen Behörden, die Wettbewerbe in Oslo ohne Zuschauer stattfinden zu lassen.

##### Prolog
Der Prolog in Oslo fand am 7. März 2020 statt. Eigentlich sollte dieses Springen die Qualifikation zum Einzelwettbewerb darstellen, doch wurde diese aufgrund der geringen Anzahl von 30 Athletinnen überflüssig. Der Prolog wurde daher als „opening competition“ tituliert.
| Rang | Name                       | Weite   | Punkte |
| ---- | -------------------------- | ------- | ------ |
| 01.  | Maren Lundby               | 133,0 m | 133,3  |
| 02.  | Jacqueline Seifriedsberger | 125,5 m | 121,2  |
| 03.  | Chiara Hölzl               | 126,5 m | 117,2  |
| 04.  | Katharina Althaus          | 124,5 m | 115,3  |
| 05.  | Sara Takanashi             | 123,0 m | 114,0  |
| 06.  | Silje Opseth               | 118,0 m | 112,0  |
| 07.  | Nika Križnar               | 123,5 m | 109,6  |
| 08.  | Yūki Itō                   | 120,0 m | 108,0  |
| 09.  | Juliane Seyfarth           | 120,0 m | 106,1  |
| 10.  | Eva Pinkelnig              | 117,5 m | 105,4  |
|      |                            |         |        |
| 12.  | Daniela Iraschko-Stolz     | 111,0 m | 93,5   |
| 19.  | Elena Runggaldier          | 104,5 m | 76,2   |
| 21.  | Svenja Würth               | 99,5 m  | 69,3   |
| 24.  | Luisa Görlich              | 96,5 m  | 64,4   |
| 27.  | Sophie Sorschag            | 93,0 m  | 54,3   |

##### Einzel
Der Einzelwettbewerb in Oslo sollte am 8. März 2020 stattfinden. Nachdem der Wettbewerb wegen zu starken Windes und Wasser im Auslauf der Schanze bereits um 45 Minuten nach hinten verschoben worden war, wurde er schließlich ganz abgesagt. Noch am Tag der Absage wurde als Ersatz ein weiterer Wettbewerb in Lillehammer am 9. März angekündigt.

#### Lillehammer
Lysgårdsbakken, HS140

##### Einzel I (Ersatz Oslo)
Als Ersatz für den abgesagten Einzelwettbewerb von Oslo fand am 9. März 2020 ein zusätzlicher Wettbewerb in Lillehammer statt.
| Rang | Name | Weite 1 | Weite 2 | Punkte |
| ---- | ---- | ------- | ------- | ------ |
| 01.  |      | m       | m       |        |
| 02.  |      | m       | m       |        |
| 03.  |      | m       | m       |        |
| 04.  |      | m       | m       |        |
| 05.  |      | m       | m       |        |
| 06.  |      | m       | m       |        |
| 07.  |      | m       | m       |        |
| 08.  |      | m       | m       |        |
| 09.  |      | m       | m       |        |
| 10.  |      | m       | m       |        |
| 11.  |      | m       | m       |        |
| 12.  |      | m       | m       |        |
| 13.  |      | m       | m       |        |
| 14.  |      | m       | m       |        |
| 15.  |      | m       | m       |        |

| Rang | Name | Weite 1 | Weite 2 | Punkte |
| ---- | ---- | ------- | ------- | ------ |
| 16.  |      | m       | m       |        |
| 17.  |      | m       | m       |        |
| 18.  |      | m       | m       |        |
| 19.  |      | m       | m       |        |
| 20.  |      | m       | m       |        |
| 21.  |      | m       | m       |        |
| 22.  |      | m       | m       |        |
| 23.  |      | m       | m       |        |
| 24.  |      | m       | m       |        |
| 25.  |      | m       | m       |        |
| 26.  |      | m       | m       |        |
| 27.  |      | m       | m       |        |
| 28.  |      | m       | m       |        |
| 29.  |      | m       | m       |        |
| 30.  |      | m       | m       |        |

##### Prolog
Der Prolog zum Einzelwettbewerb in Lillehammer war für den 9. März 2020 geplant. Er wurde allerdings auf den 10. März 2020 verschoben, da am Vortag der nachgeholte Einzelwettbewerb für das abgesagte Springen von Oslo stattfand.
| Rang | Name | Weite | Punkte |
| ---- | ---- | ----- | ------ |
| 01.  |      | m     |        |
| 02.  |      | m     |        |
| 03.  |      | m     |        |
| 04.  |      | m     |        |
| 05.  |      | m     |        |
| 06.  |      | m     |        |
| 07.  |      | m     |        |
| 08.  |      | m     |        |
| 09.  |      | m     |        |
| 10.  |      | m     |        |

##### Einzel II
Der zweite, reguläre Einzelwettbewerb in Lillehammer fand nach dem Prolog am 10. März 2020 statt.
| Rang | Name | Weite 1 | Weite 2 | Punkte |
| ---- | ---- | ------- | ------- | ------ |
| 01.  |      | m       | m       |        |
| 02.  |      | m       | m       |        |
| 03.  |      | m       | m       |        |
| 04.  |      | m       | m       |        |
| 05.  |      | m       | m       |        |
| 06.  |      | m       | m       |        |
| 07.  |      | m       | m       |        |
| 08.  |      | m       | m       |        |
| 09.  |      | m       | m       |        |
| 10.  |      | m       | m       |        |
| 11.  |      | m       | m       |        |
| 12.  |      | m       | m       |        |
| 13.  |      | m       | m       |        |
| 14.  |      | m       | m       |        |
| 15.  |      | m       | m       |        |

| Rang | Name | Weite 1 | Weite 2 | Punkte |
| ---- | ---- | ------- | ------- | ------ |
| 16.  |      | m       | m       |        |
| 17.  |      | m       | m       |        |
| 18.  |      | m       | m       |        |
| 19.  |      | m       | m       |        |
| 20.  |      | m       | m       |        |
| 21.  |      | m       | m       |        |
| 22.  |      | m       | m       |        |
| 23.  |      | m       | m       |        |
| 24.  |      | m       | m       |        |
| 25.  |      | m       | m       |        |
| 26.  |      | m       | m       |        |
| 27.  |      | m       | m       |        |
| 28.  |      | m       | m       |        |
| 29.  |      | m       | m       |        |
| 30.  |      | m       | m       |        |

#### Trondheim
Granåsen, HS138
Der Prolog zum Einzelwettbewerb in Trondheim fand am 11. März 2020 statt.
| Rang | Name | Weite | Punkte |
| ---- | ---- | ----- | ------ |
| 01.  |      | m     |        |
| 02.  |      | m     |        |
| 03.  |      | m     |        |
| 04.  |      | m     |        |
| 05.  |      | m     |        |
| 06.  |      | m     |        |
| 07.  |      | m     |        |
| 08.  |      | m     |        |
| 09.  |      | m     |        |
| 10.  |      | m     |        |

Der darauffolgende Einzelwettbewerb in Trondheim sollte ursprünglich am 12. März 2020 stattfinden; aufgrund des am selben Tag beschlossenen Saisonabbruchs entfiel dieser jedoch.